# Введенская церковь (Симферополь)
Храм Введения в Церковь Пресвятой Богородицы (Введенская церковь, церковь и трапезная Бахчисарайского скита) — старообрядческий православный храм в Симферополе. Относится к Московской епархии Русской православной старообрядческой церкви. Находится в Старом городе на углу улиц Сергеева-Ценского и Турецкой. Памятник архитектуры.

## История

Церковь на подворье Бахчисарайского Успенского Скита в честь Введения во храм Божией Матери. Рисунок А. Архипова. 1889 год

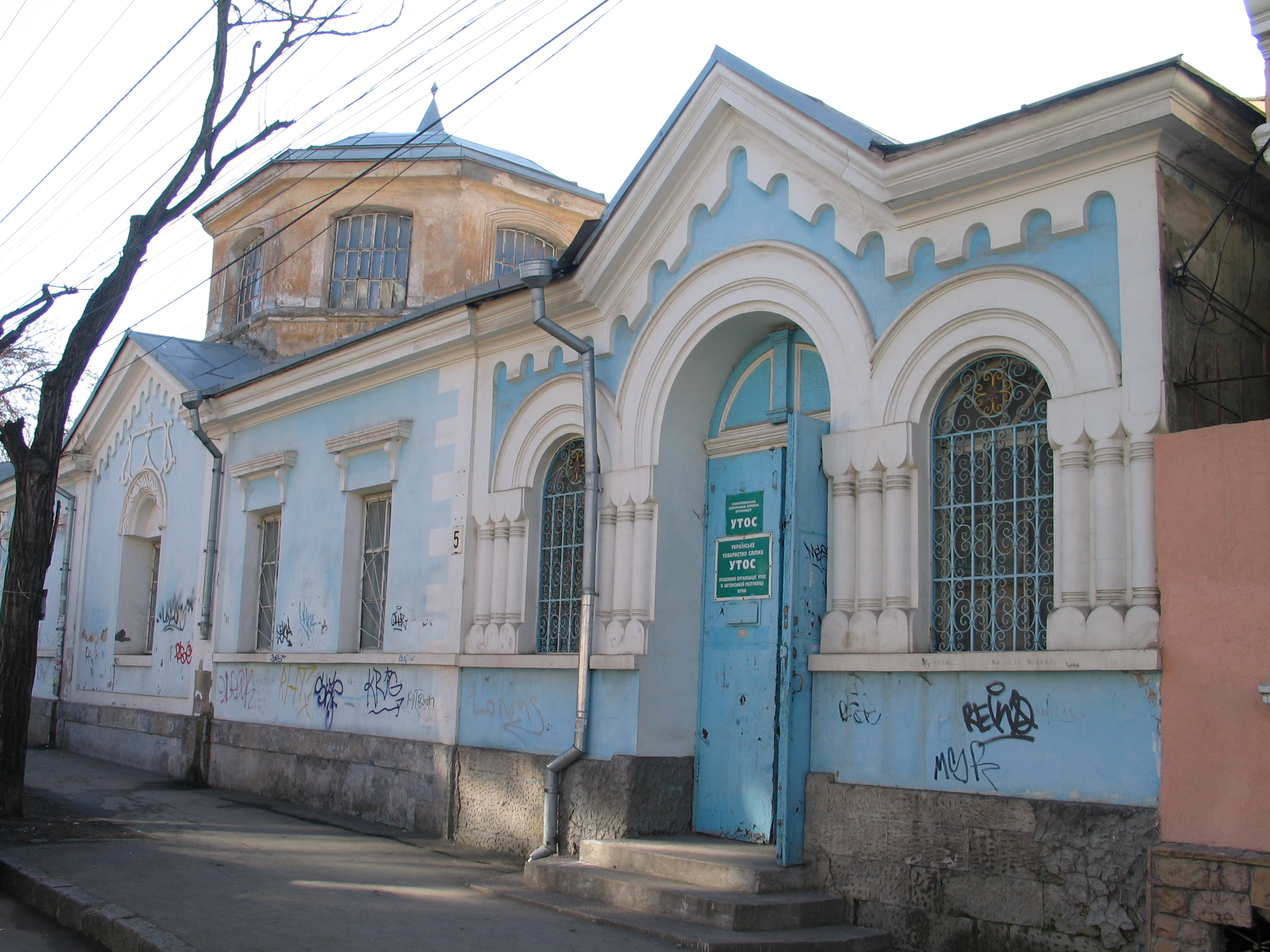
2014 год

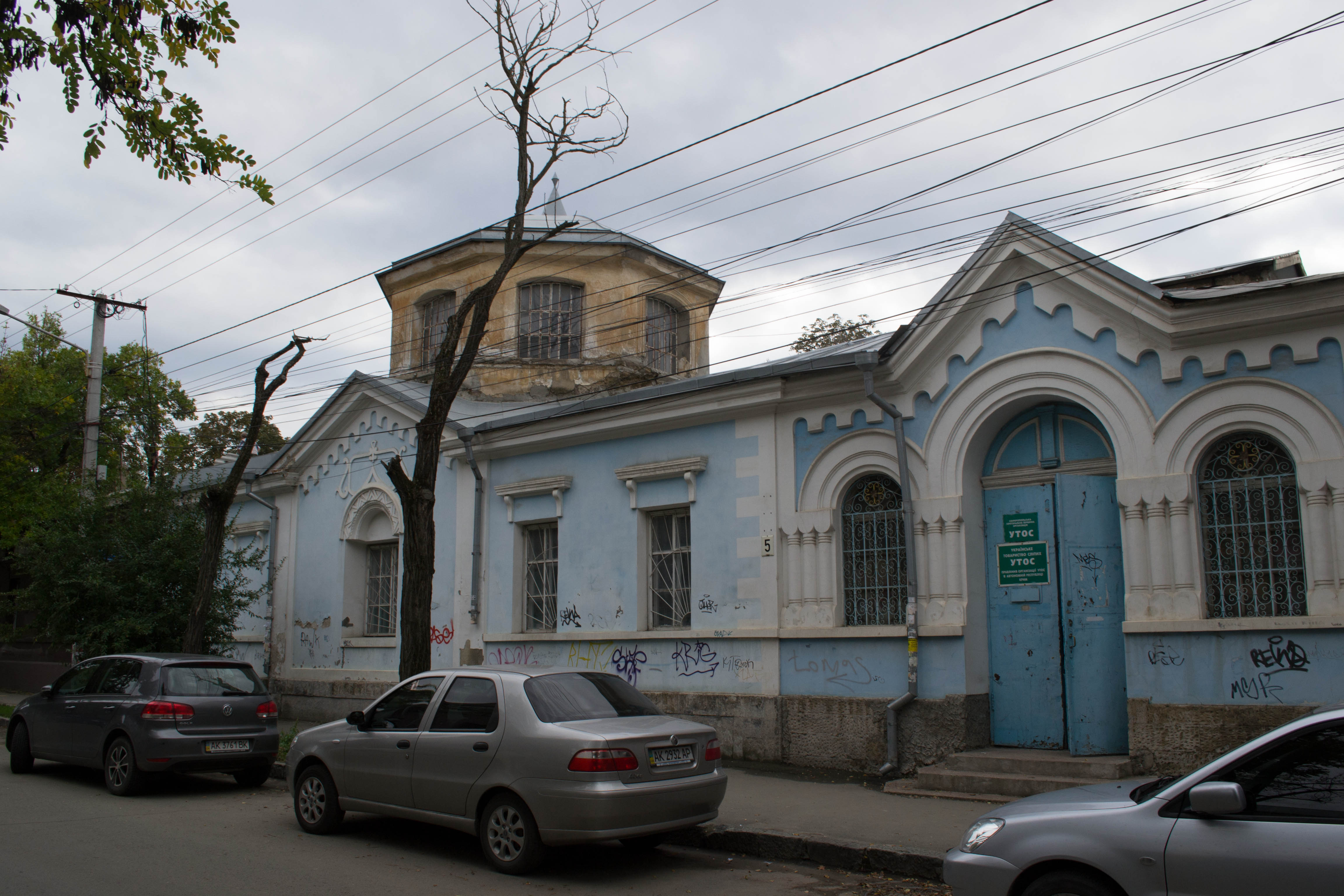
2013 год

Церковь в Старом городе Симферополя построена в 1872 году для нужд Успенского Бахчисарайского скита, куда входило ещё шесть церквей. Архитектор неизвестен. Средства на постройку церкви предоставила дворянка и дочь симферопольского коллежского асессора Елизавета Дмитриевна Беркова, которая также передала скиту жилой дом. В комплекс подворья входили церковь, трапезная, кельи.
Церковь была освящена Архиепископом Таврический и Симферопольским Гурием.
В 1921 году община храма вошла в церковно-общественную организацию Союз приходских советов, созданную для решения вопросов религиозно-нравственного воспитания населения. По состоянию на 1925 год церковь относилась к старообрядцам, настоятелем храма являлся Г. Л. Чугреев. Позднее советской властью помещения церкви были национализированы. В дальнейшем тут в разное время располагались музей Революции, художественный музей, библиотека «Таврика», детский сад, клуб радиолюбителей и различные военные ведомства. Позднее здание принадлежало Украинскому товарищескому обществу слепых. В 1990-е годы кельи, гостиница подворья и хозяйственные постройки, находившиеся внутри двора, были снесены.
Приказом Министерства культуры и туризма Украины здание как «Церковь во имя Введения во храм Пресвятой Богородицы» было включено в реестр памятников местного значения как памятник архитектуры. После аннексии Крыма Россией, постановлением Совета министров Республики Крым от 20 декабря 2016 года, церковь была признана объектом культурного наследия России регионального значения как памятник градостроительства и архитектуры.
В 2015 году общество слепых передало здание симферопольской старообрядческой общине для открытия Храма Введения Пресвятой Богородицы. После этого началась реконструкция здания. Освещение реконструированного храма состоялось 2 апреля 2017 года при участии предстоятеля Русской православной старообрядческой церкви Корнилия.

## Архитектура
Церковный комплекс занимает участок на углу улиц Сергеева-Ценского и Турецкой. Внутри двора были выстроены ряд хозяйственных построек и гостиница. Архитектура церковного комплекса аскетична и выполнена из простых элементов. Каменная церковь представляет собой однонефное, прямоугольное в плане, покрытое двускатной крышей с восьмигранным световым барабаном, украшенным в центральной части лепными поясами с элементами орнамента простой формы. Оригинальный купол и колокольня церкви были утрачены в советское время. После реконструкции 2016—2017 годов здание выкрашено в жёлтый цвет.
К церкви по улице Турецкой примыкает одноэтажная трапезная, сохранившаяся в изначальном виде. Здание выполнено в стиле классицизм.